# Genk
Genk város Belgiumban, Limburg tartományban. Genk területe 87,85 km², tengerszint feletti magassága 79 méter. A 2011-es adatok szerint Genk lakónépessége 64 987 fő, a népsűrűsége pedig 740 fő/km².
Genk postai irányítószáma 3600, körzethívószáma 089.
Labdarúgócsapata a KRC Genk.

## Demográfia
Source:INS

## Fordítás
Ez a szócikk részben vagy egészben  a   Genk című angol Wikipédia-szócikk ezen változatának fordításán alapul.  Az eredeti cikk szerkesztőit annak laptörténete sorolja fel. Ez a jelzés csupán a megfogalmazás eredetét és a szerzői jogokat jelzi, nem szolgál a cikkben szereplő információk forrásmegjelöléseként.